# Santa Maria in Traspontina
Santa Maria in Transpontina je karmelitánský kostel na Via della Conciliazione v Římě.

## Historie
Papež Alexandr VI. nechal zbořit na tomto místě starořímskou pyramidu (o které se ve středověku věřilo, že je hrobkou Romula a která je zobrazena na bronzových dveřích Sv. Petra a na Giottově triptychu ve Vatikánských muzeích), aby se uvolnilo místo pro nový kostel. Tato stavba byla zničena roku 1527 k uvolnění palebného pole pro děla Andělského hradu během Sacco di Roma.
Nový kostel, podle návrhu Peruzziho (ve spolupráci s Mascherinem a Peparellim), byl postaven roku 1566. Dělostřelečtí důstojníci trvali na tom, aby stavba byla co nejnižší, proto byla kupole kostela postavena bez podpěrného válce.

## Stavba
Kostel má osm kaplí. První zprava je zasvěcená sv. Barbaře. V kapli je oltář Santa Barbara (asi 1597) od d'Arpina, s freskami zobrazující výjevy ze života světice od Rossettiho. V druhé kapli je Vidění sv. Kanuta (1686) od Seytera, s freskovým stropem a lunetami od Francesiho. Čtvrtá kaple uchovává Madonu a Jana Evangelistu (1587) od Cesare Contiho s freskami Bernardina Gagliardiho. Pátá je zasvěcena Sv. Albertovi a je vyzdobena freskovým cyklem od Circignaniho.
Hlavní oltář, se středověkou ikonou, byl navržen Carlem Fontanou. Sochy kolem oltáře vytvořili Alessandro Rondoni, Giacomo Antonio Lavaggi, Vincenzo Felici, a Michel Maille.
Chór je vyzdoben plátny od Angela Papiho. Pro pátou kapli nalevo navrhl oltář Giovan Battista Ricci. Další kaple vyzdobili Antonio Gherardi (Vidění sv. Terezy), Ricci a Giacinto Calandrucci.